# Étang de Bollement
Der Étang de Bollement (oder auch Étang de Bolleman) ist ein kleiner See im Bezirk Franches-Montagnes des Schweizer Kantons Jura. Er befindet sich beim Bahnhof Bollement (früher Station de Saulcy) der Strecke Glovelier–Saignelégier.
Die Stelle liegt am Rand des Einzugsgebiets des Rheins nur anderthalb Kilometer von der kontinentalen Wasserscheide entfernt und im Areal des Regionalen Naturparks «Parc du Doubs».

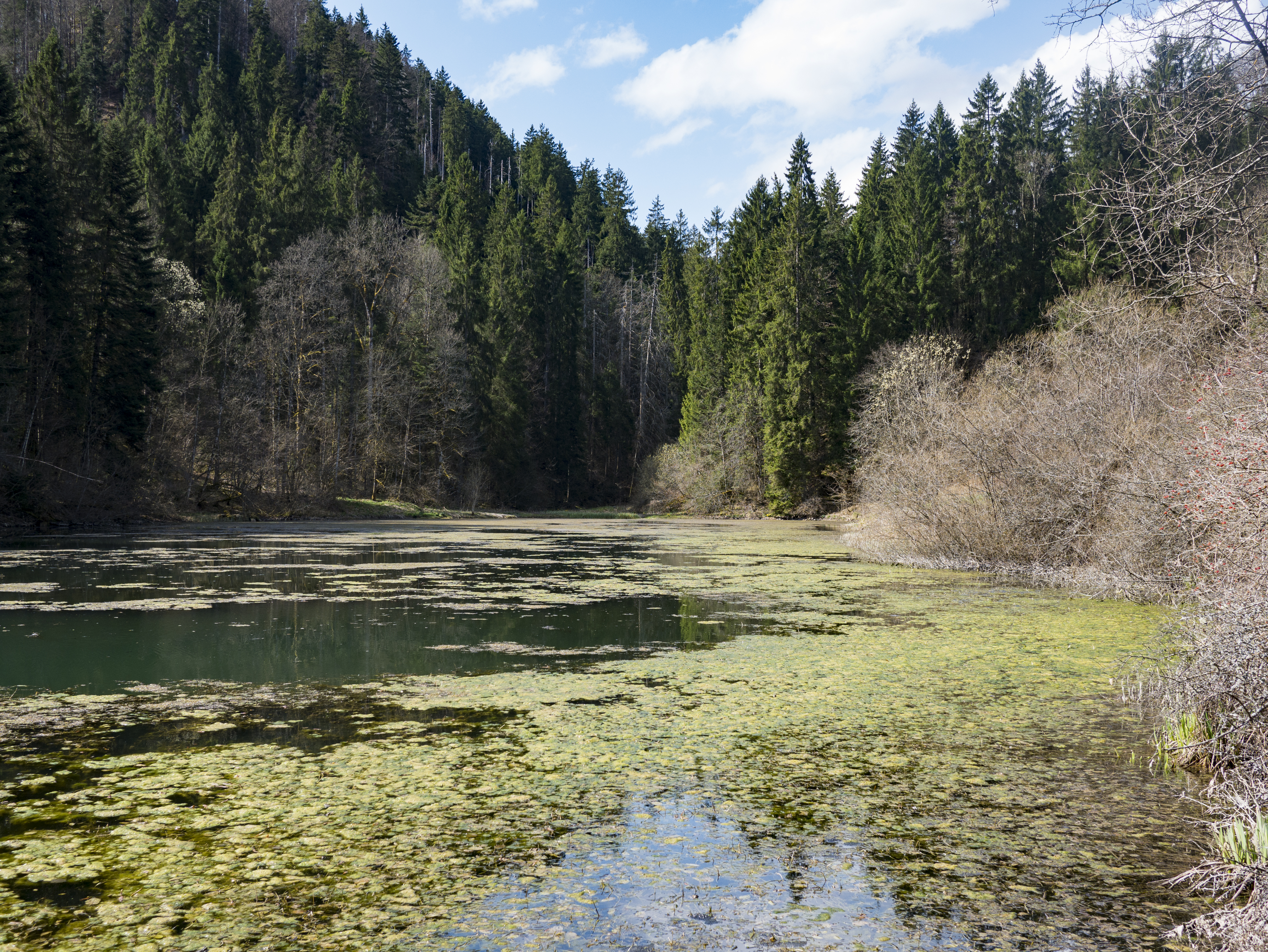
Etang de Bollement von Nordosten

## Lage
Der Weiher mit einer Fläche von ungefähr einem Hektar liegt im Gebiet der Gemeinde Saint-Brais auf der Höhe von 771 m. ü. M am oberen Lauf des Tabeillon. Dieser Fluss entspringt im Gebiet von Saint-Brais zweieinhalb Kilometer südwestlich des Sees von Bollement und fliesst durch ein enges Tal nach Glovelier im Becken von Delsberg. Auf seinem Lauf nimmt der Tabeillon mehrere kurze Seitenbäche auf, so auch direkt im Étang de Bollement. Viel Wasser versickert auf den umliegenden Höhen in Dolinen im Karstgebiet und sammelt sich im tief in das Gebirge eingeschnittenen Tal. Zum Tabeillon fliesst wahrscheinlich auch das im südwestlich gelegenen Moorgebiet von Plain de Saigne versickerte Wasser. So wie diese Naturlandschaft bilden auch einige Gebiete am Tabeillon, darunter der Étang de Bollement mit seiner Umgebung, Naturschutzreservate des Kantons Jura. Der Tabeillon gilt als eines der wenigen noch in einem guten natürlichen Zustand gebliebenen Fliessgewässer in der Schweiz und weist für die Biodiversität «äusserst wertvolle» Abschnitte auf.
Der See ist vom Bahnhof Bollement und den umliegenden Ortschaften aus über mehrere Wege zugänglich. Zwischen 1903 und 1904 wurde eine Strasse nahe am See vorbei gebaut, die von Saint-Brais zum Bahnhof Bollement und nach Saulcy führt. Eine Stichstrasse erschloss den Standort der alten Mühle.
Der Étang de Bollement befindet sich im ausgedehnten Waldschutzgebiet Réserve de Bollement, das der Kanton Jura und die Gemeinde Saint-Brais 2002 im Tabeillontal bezeichnet haben.

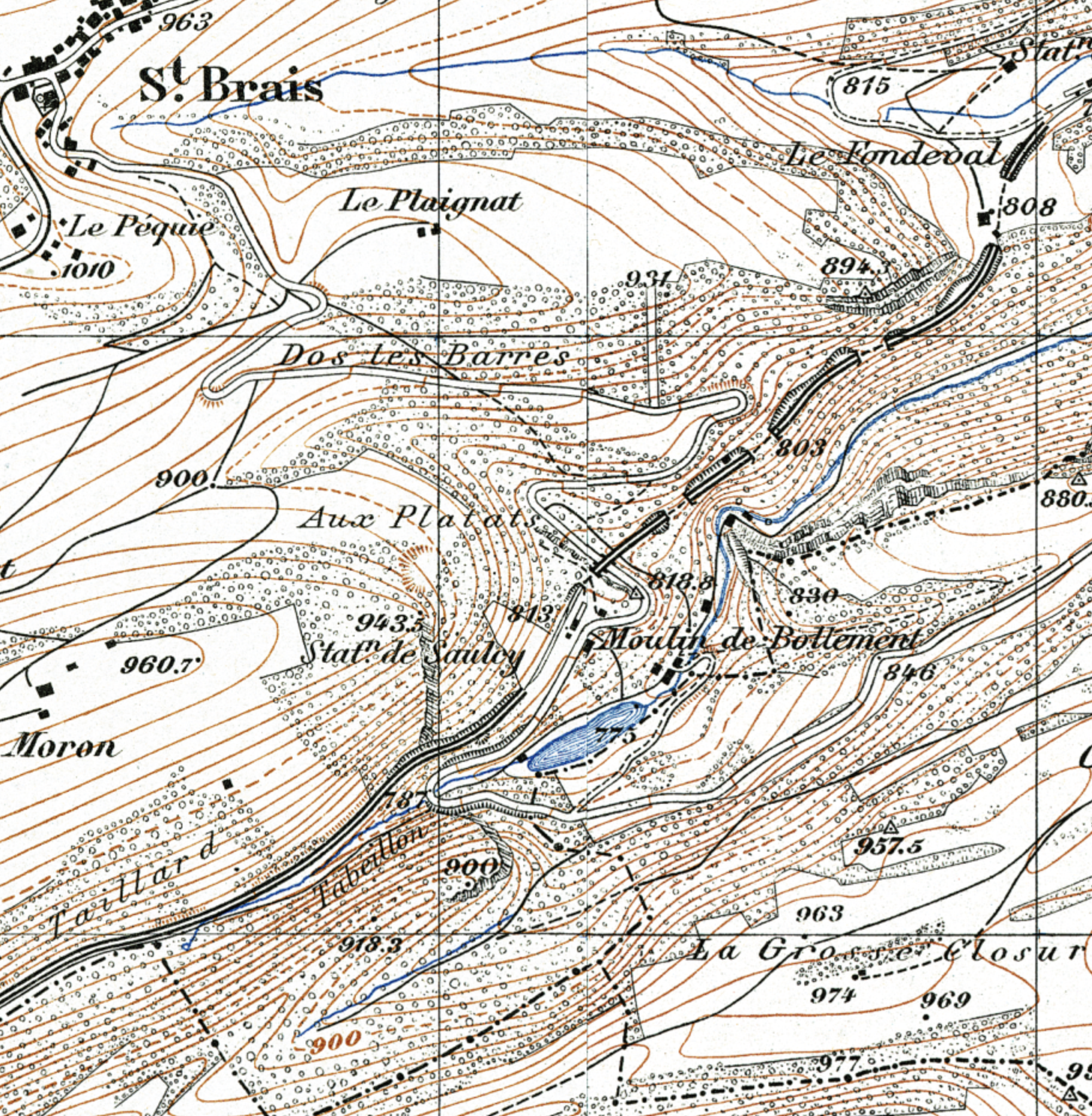
Siegfriedkarte um 1950 mit dem Weiher und der Mühlesiedlung von Bollement unterhalb des Bahnhofs Station de Saulcy

## Geschichte
Die Örtlichkeit in der Schlucht mit dem erstmals im Jahr 1482 urkundlich erwähnten Flurnamen Bolleman war nie eine selbständige Ortschaft, sondern umfasste früher eine Mühle und später noch den Bahnhof.
Der Étang de Bollement ist im Flusstal künstlich als Stauweiher für die ehemaligen Mühlen von Bolleman geschaffen worden. Eine solche Anlage an diesem Standort ist 1514 erwähnt, als das Kapitel von Saint-Ursanne das Nutzungsrecht am Weiher von Bolleman dem Ammann von Saint-Brais verlieh. In diesem Abschnitt des Tabeillon standen zwei Wasserwerke, wovon das eine zwei und das andere drei Wasserräder besass. In jüngerer Zeit diente eine der Anlagen als Kornmühle und die andere als Sägewerk. Um 1930 wurde die Mühle stillgelegt. 1965 kaufte der Kanton Bern gemäss einem Beschluss des Grossen Rates die Anlagen und den Weiher von Bollement, und 1969 stellte die bernische Kantonsregierung den Weiher unter Naturschutz; diese Schutzmassnahme wurde nach dem Kantonswechsel von der Regierung des neuen Kantons Jura erneut beschlossen. Das geschützte Gebiet erstreckt sich in der Umgebung des Sees auch über eine Fläche im Gemeindegebiet von Saulcy.
Bei der Zerstörung der Gewerbeanlagen 1972 anlässlich einer technischen Übung der Schweizer Armee sind zwei Wasserräder erhalten geblieben. Das eine davon steht noch neben dem Bachbett, und das andere, das von an jener Übung beteiligten Soldaten in den Oberaargau mitgenommen worden war, gelangte nach Jahren über Umwege als Trophäe jurassischer Autonomisten wieder nach Saint-Brais zurück. Es ist im Dorf seit 2010 als modernes Denkmal für den Jurassier Christophe Bader aus Saint-Brais, der am 7. Januar 1993 bei einem versuchten Sprengstoffanschlag in Bern ums Leben kam, aufgestellt. Von der ehemaligen Gewerbelandschaft im Tal zeugt noch heute der Weiher.